# Rezerwat przyrody Bembeńskie
Rezerwat przyrody Bembeńskie – rezerwat przyrody położony na gruntach wsi Podwilk w gminie Jabłonka, w powiecie nowotarskim, w województwie małopolskim. Całość obszaru rezerwatu stanowi własność Skarbu Państwa w zarządzie Nadleśnictwa Nowy Targ. Zgodnie z aktem powołującym rezerwat, celem ochrony jest zachowanie ze względów przyrodniczych, naukowych i krajobrazowych stanowiska jedliny ziołoroślowej Doronico austriaci – abietetum wraz z chronionymi i rzadkimi subalpejskimi gatunkami ziołorośli oraz naturalnego koryta potoku Bembeński wraz z jego wodnymi biocenozami.
Jest to rezerwat leśny z elementami wodnego i florystycznego. 
Rezerwat zajmuje powierzchnię 40,54 ha. Został powołany Rozporządzeniem Nr 3/2001 Wojewody Małopolskiego z dnia 4 stycznia 2001 r. (Dziennik Urzędowy Województwa Małopolskiego Nr 4 poz. 17), które zostało zmienione zarządzeniem 38/10 Regionalnego Dyrektora Ochrony Środowiska w Krakowie z dnia 30 grudnia 2010 r. (Dziennik Urzędowy Województwa Małopolskiego z 2011 r. Nr 89, poz. 732 – zarządzenie weszło w życie 12 marca 2011 r.). Rezerwat składa się z dwóch osobnych części, wokół których – od 12 marca 2011 r. – utworzona została otulina (pas o szerokości 100 m).